# Joachim Stünkel

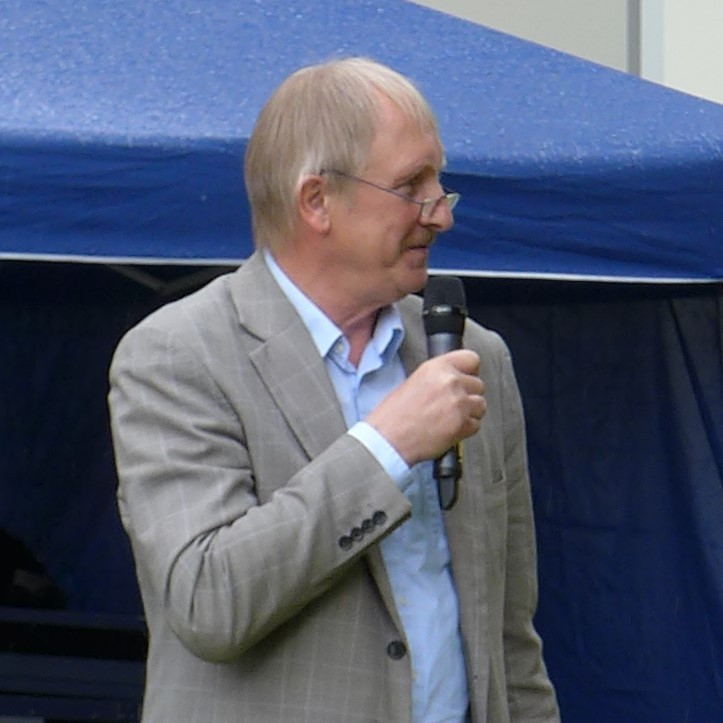
Joachim Stünkel (2016)

Joachim Stünkel (* 5. September 1952 in Lüthorst) ist ein deutscher Politiker (CDU) und ehemaliges Mitglied des Niedersächsischen Landtages.

## Leben
Nach seinem Abitur am Gymnasium in Holzminden studierte er Rechtswissenschaften. Später übernahm er den elterlichen landwirtschaftlichen Betrieb in Lüthorst.
Er ist seit 1972 Mitglied der CDU und der Jungen Union. Seit 1978 ist er im Vorstand des CDU-Kreisverbandes Northeim und im CDU-Bezirksvorstand Hildesheim aktiv. Bis 2014 war er ebenfalls Mitglied des CDU-Landesausschusses Niedersachsen.
Von 2002 bis 2008 gehörte Stünkel dem Landtag an. Bei der Landtagswahl in Niedersachsen 2008 verlor Stünkel sein Direktmandat im Wahlkreis Einbeck an den SPD-Kandidaten Uwe Schwarz und schied aus dem Landtag aus. Im November 2011 rückte er über die Landesliste der CDU für Wittich Schobert, der zum Bürgermeister von Helmstedt gewählt worden war, in den Landtag nach.
Bei der Landtagswahl 2013 verlor Stünkel sein Mandat. Uwe Schwarz gewann erneut das Direktmandat. Mangels Listenmandate der CDU konnte Stünkel auch nicht über die Liste in den Landtag einziehen.
Joachim Stünkel ist zudem seit 1986 Mitglied des Kreistages des Landkreises Northeim und dort seit 2001 auch stellv. Vorsitzender der CDU-Kreistagsfraktion. Seit 1977 ist er Mitglied im Rat der Stadt Dassel. Hier ist er Vorsitzender der CDU-Fraktion. Seit 2008 ist er überdies Vorsitzender der Kultur- und Denkmalstiftung des Landkreises Northeim.